# Фанню Гурн-Біркеланн
Фа́нню Гурн-Біркеланн (норв. Fanny Horn Birkeland), при народженні Фа́нню-Ве́лле-Странд Гурн (норв. Fanny Welle-Strand Horn; нар. 8 березня 1988) — норвезька біатлоністка, бронзова призерка Олімпійських ігор та чемпіонату світу з біатлону в естафеті, переможниця та призерка етапів кубка світу з біатлону.
Дружина норвезького біатлоніста Ларса-Гельге Біркеланна.

## Виступи на Чемпіонатах світу
| Рік  | Місце проведення     | Інд | Спр | Пр | МС | Ест | ЗМ |
| 2011 | Ханти-Мансійськ      | 29  | 24  | 31 | 29 | 5   |    |
| 2012 | Рупольдінг           | 33  |     |    |    | 3   |    |
| 2013 | Нове Место-на-Мораві | 54  | 35  | 37 |    |     |    |

## Кар'єра в Кубку світу
- Дебют в кубку світу — 2 грудня 2009 року в індивідуальній гонці в Естерсунді — 62 місце.
- Перше попадання в залікову зону — 10 грудня 2010 року в спринті в Гохфільцені — 30 місце.
- Перший подіум — 11 грудня 2010 року в естафеті в Гохфільцені — 3 місце.
- Перша перемога — 11 грудня 2011 року в естафеті в Гохфільцені — 1 місце.
- Перша особиста перемога — 16 січня 2015 року в спринті в Рупольдингу — 1 місце.

Фанню дебютувала в кубках світу у 2009 році. В сезоні 2009/2010 спортсменка провела 6 стартів, однак їй не вдалося потрапити до залікової зони та увійти до загального заліку біатлоністів за підсумками сезону.
У сезоні 2010/2011 Фанню вперше вдалося набрати залікові бали та за підсумками сезону посісти 47 місце в загальному заліку біатлоністів. Також їй вдалося вибороти бронзову медаль на одному з етапів Кубка світу у складі жіночої естафетної збірної. Найкращим же її особистим досягненням поки що є 9-й час, який вона показала в спринті на заключному етапі сезону в норвезькому Осло.

## Загальний залік в Кубку світу
- 2010—2011 — 47-е місце (122 очок)
- 2011—2012 — 47-е місце (118 очок)
- 2012—2013 — 33-е місце (235 очок)

## Статистика стрільби
| № п/п | Сезон     | Загальна        | Індивідуальна гонка | Спринт         | Гонка переслідування | Мас-старт     | Естафета      |
| ----- | --------- | --------------- | ------------------- | -------------- | -------------------- | ------------- | ------------- |
| 1     | 2009-2010 | 72,5% (58/80)   | 85,0% (17/20)       | 62,5% (25/40)  | 80,0% (16/20)        | 0,0% (0/0)    | 0,0% (0/0)    |
| 2     | 2010-2011 | 76,2% (301/395) | 83,8% (67/80)       | 80,0% (80/100) | 72,9% (102/140)      | 75,0% (15/20) | 67,3% (37/55) |
| 3     | 2011-2012 | 75,1% (151/201) | 80,0% (48/60)       | 73,3% (44/60)  | 85,0% (17/20)        | 70,0% (14/20) | 68,3% (28/41) |
| 4     | 2012-2013 | 78,5% (249/317) | 77,5% (31/40)       | 82,5% (66/80)  | 74,2% (89/120)       | 87,5% (35/40) | 75,7% (28/37) |